# Jakub Bart-Ćišinski
Jakub Bart-Ćišinski   (Kuckau, 20 d'agost de 1856 - Panschwitz, 16 d'octubre de 1909) va ser un poeta, escriptor i dramaturg sàrbi, traductor de txeca, polonesa, italià i literatura alemanya. Va produir les seves obres en alt sòrab. També és un inventor del llenguatge poètic modern de l'alt sòrab. Ha estat descrit com "l'escriptor clàssic de la literatura sòrab".
Com a escriptor sòrab, va considerar que escriure la llengua sòrab i utilitzar-la per a la literatura i l'educació seria important per preservar la vitalitat i la distinció de la cultura sòrab. Però també es va adonar que es tractava d'una arma de doble tall, ja que l'educació reduiria l'aïllament de la cultura sòrab, fent-la més vulnerable a la influència exterior (sobretot alemanya).
Va col·laborar a les revistes Lipa Serbska (1876–81) i Łužica (1904–09). Ćišinski (pseudònim que significa més o menys el tranquil / el callat) és conegut principalment pels seus sonets. Va escriure a més balada, drama i un intent de realitzar la primera novel·la sóraba Narodowc a wotrodźenc (Patriota i renegat). Una de les seves obres més conegudes és el poema Mulli serbske wuznaći (La meva fe sóraba o Les meves confessions sórabas) que va escriure sent encara jove. La seva poesia es mou a un nivell molt alt. Una enciclopèdia literària polonesa el nomena entre els 50 millors poetes del món. Com gairebé no existeixen traduccions de les poesias de Bart-Ćišinski, la seva obra és molt poc coneguda a Alemanya i a la resta del món.
Des de 1956 Domowina atorga en honor seu el Premi Ćišinski.

## Obres
- Nawozenja (La núvia, 1877), èpica nacional,
- Priroda a wutroba (Natura i cor, 1889),
- Kniha sonettow (Llibre de sonets, 1884),
- Ze ziwienja (De la vida, 1899),
- Krew a Kraj (Sang i pàtria, 1909),
- Za cichim (En la quietud, 1906),
- Serbske wobrazki (Imatges sèrbies, 1908)
- Serbske zynski (Veus sòrabes, 1897)
- Wa Hrodziscu (A Gröditz, 1880), drama teatral